# Traité de Verdun
- Royaume de Charles le Chauve
- Royaume de Lothaire
- Royaume de Louis le Germanique

Le traité de Verdun est un traité conclu en août 843, par les trois fils survivants de Louis le Pieux, donc petits-fils de Charlemagne, qui se partagent ses territoires appelés Empire carolingien en trois royaumes. Il est souvent présenté comme le début de la dissolution de l'Empire unitaire de Charlemagne, consacrant ainsi sa division, qui se révèlera en fait définitive (si l'on met de côté une éphémère réunification sous le règne de Charles III le Gros), et du même coup l'un des principaux actes fondateurs de ce qui deviendra la France et l'Allemagne. Ce traité est la conséquence de l'application de la coutume franque qui est fondée sur le partage de l'héritage entre tous les fils héritiers plutôt que son attribution seulement au fils aîné, en dépit de la règle de primogéniture masculine (agnatique) appliquée chez les Romains.
Le texte du traité, perdu, ne nous est pas connu. Les annales de Saint-Bertin et les annales de Fulda relatent cet événement d'une manière laconique et imprécise.
C'est à la suite de ce traité que la zone géographique appelée « Gaule » depuis plus de mille ans est désignée désormais sous le nom de « Francie occidentale », qui donnera le terme « France » ultérieurement.

## Contexte
À la mort de Louis le Pieux, le 29 juin 840, son fils aîné, Lothaire, s'arroge sa succession en vertu de l'Ordinatio Imperii de juillet 817. En 840, Lothaire est en fait en position de force par rapport à ses deux rivaux Louis et Charles. Quand le premier doit affronter des troubles intérieurs dans son royaume de Bavière[Quoi ?], le second doit, lui, reconquérir la confiance des grands de son royaume d'Aquitaine, qui avaient été séduits par Pépin et refusaient de reconnaître Charles. Lothaire l'a très bien compris et profite de la situation pour envoyer des messagers un peu partout dans l'Empire, mais surtout dans le royaume d'Aquitaine, afin de récupérer les partisans de Pépin, décédé en 838. Cette stratégie fonctionne puisque le fils de Pépin, Pépin II d'Aquitaine, prend parti pour Lothaire. Louis le Germanique et son demi-frère Charles le Chauve comprennent vite qu'ils doivent s'allier pour contrer les ambitions de Lothaire. Ils battent leur aîné ainsi que Pépin II à la bataille de Fontenoy-en-Puisaye, le 25 juin 841. En 842, ils renforcent leur alliance par les serments de Strasbourg. Lothaire finit par céder et conclut avec ses frères le traité de Verdun.

## Le partage de Verdun et les ajustements ultérieurs

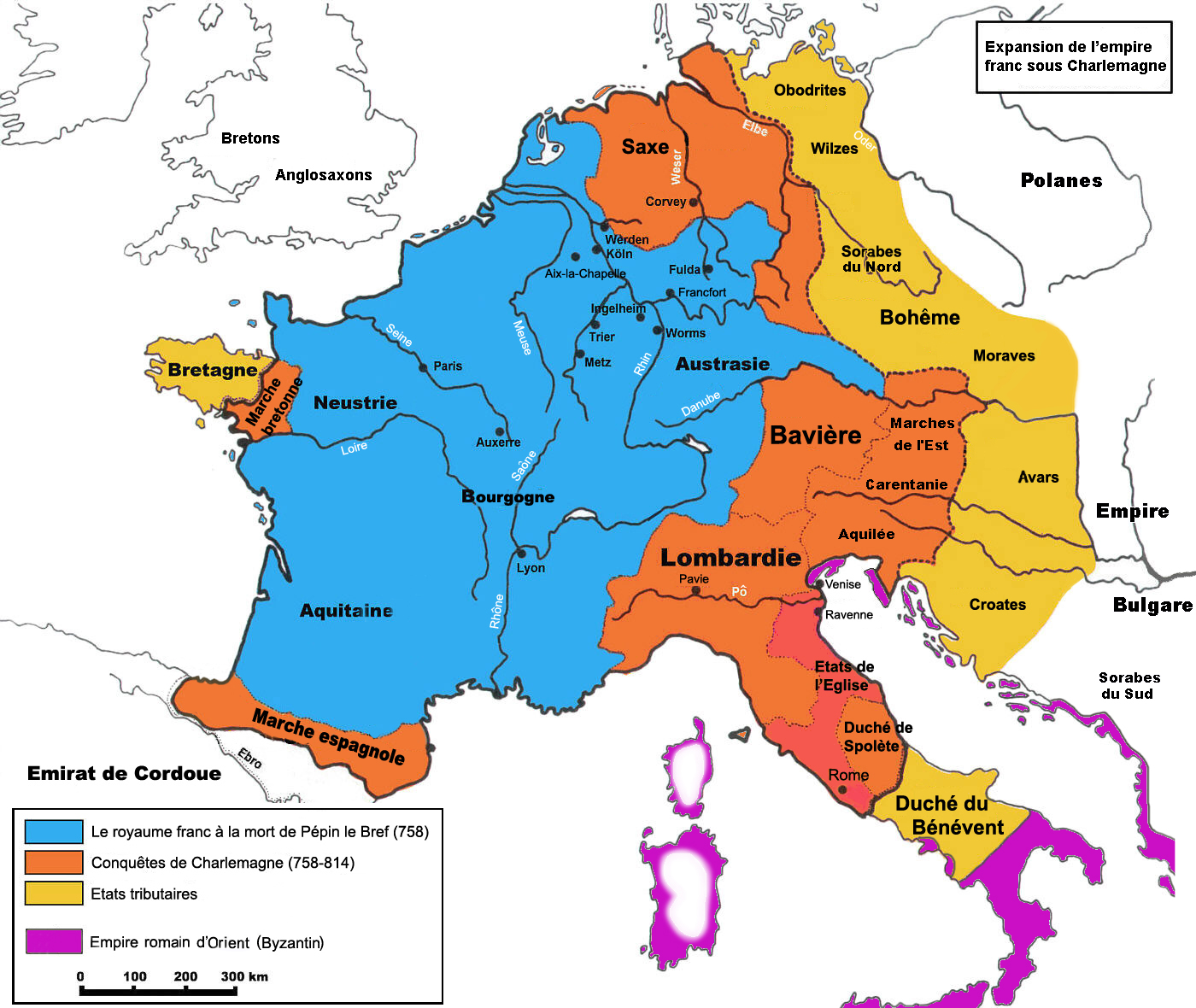
Extension de l'Empire carolingien sous Charlemagne (768-814).
Traité de Verdun (843) : l'Empire carolingien est divisé entre les trois fils de Louis le Pieux : Charles II le Chauve (Francie occidentale), Lothaire Ier (Francie médiane) et Louis II de Germanie (Francie orientale).
Traité de Prüm (855) : la Francie médiane est divisée entre les 3 fils de Lothaire Ier : Lothaire II de Lotharingie, Charles de Provence et Louis II d'Italie.
Traité de Meerssen (870) : Charles II le Chauve (Francie occidentale) et Louis II le Germanique (Francie orientale) se partagent le royaume de leur neveu Lothaire II : la Lotharingie (Nord de la Francie médiane).
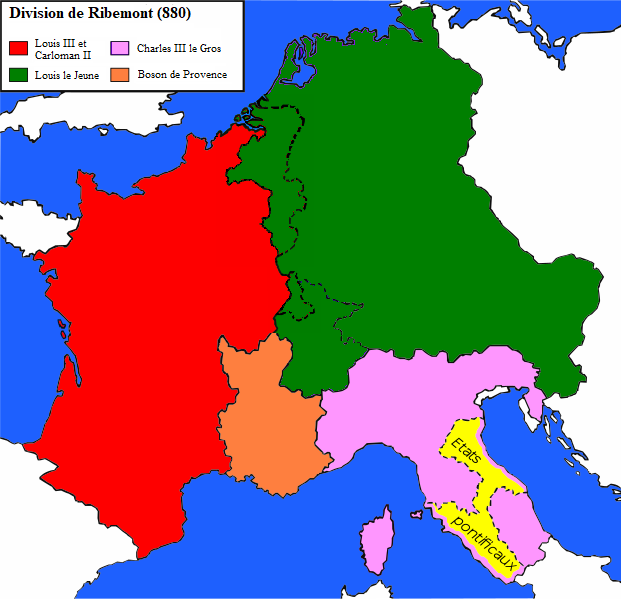
Traité de Ribemont (880) : pour lutter plus efficacement contre Boson de Provence, Louis III de France et Carloman II accordent la totalité de la Lotharingie à Louis III le Jeune contre sa neutralité dans le conflit.

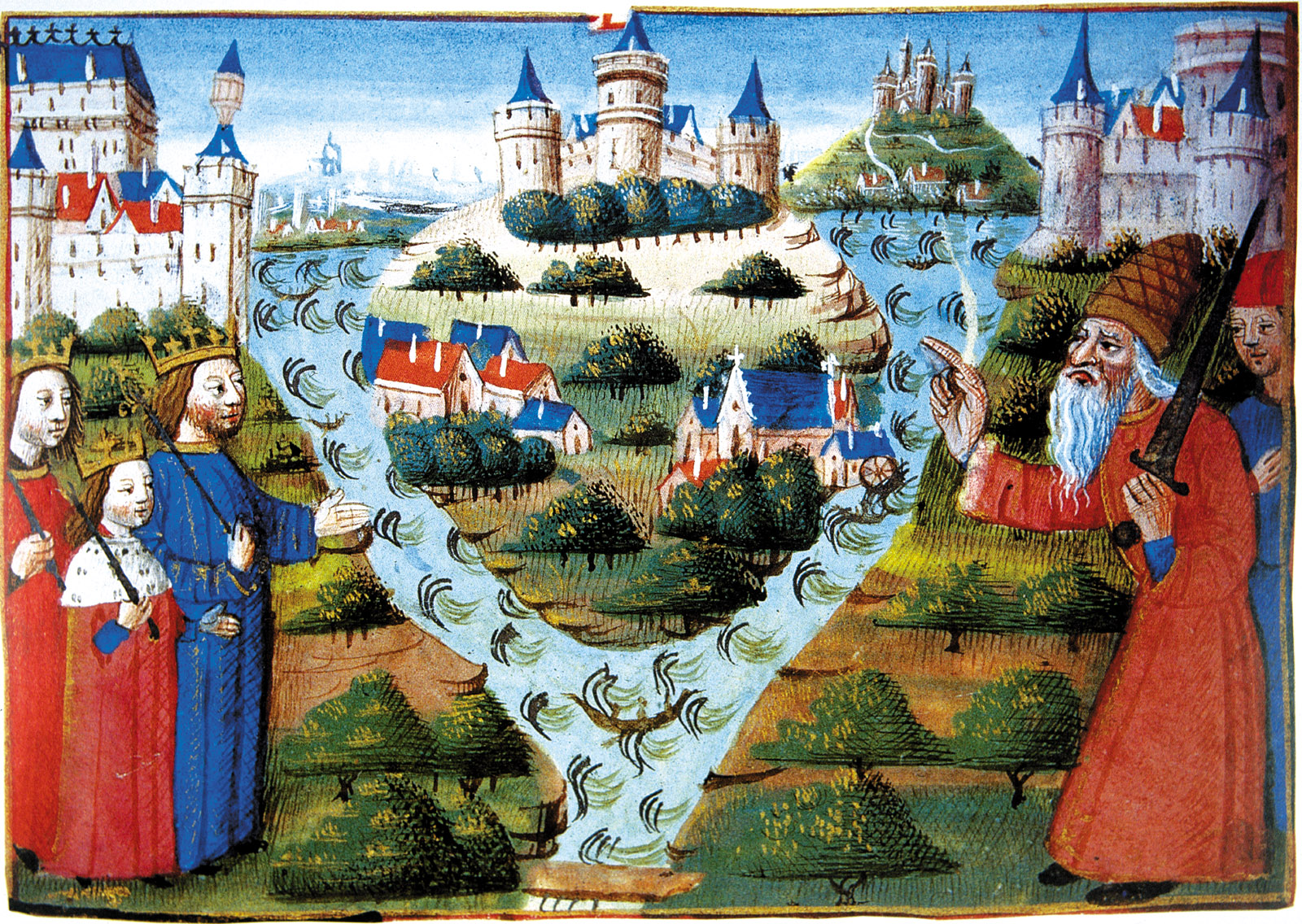
Louis le Pieux (à droite) bénissant la division de l'Empire carolingien ; extrait des Chroniques des rois de France, XVE siècle.

En août 843, par le traité dit de Verdun, les trois petits-fils de Charlemagne, issus de son fils (loi salique), se partagent les territoires de l'Empire que ce dernier avait fondé :
- Charles le Chauve reçoit la Francie occidentale, appelée France vers 1200 ;
- Lothaire Ier, à qui échoit le titre impérial, reçoit la Francie médiane, du centre de l'Italie à la Frise ;
- Louis le Germanique reçoit la Francie orientale (communément nommée Germanie, noyau du futur Saint Empire romain germanique).

Il n’existe pas d’original ni de copie du traité de Verdun. Toutes les informations sont fournies par Nithard, un des deux petits-fils de Charlemagne issus de sa fille et exclus de la succession (loi salique).
Ce partage « des quatre fleuves » (Escaut, Meuse, Rhône et Rhin) soulève des problèmes quant aux langues parlées dans les différents États : des populations de langue romane se trouvent dans une entité germanique (Wallons), et, inversement, la Flandre, de langue germanique, se trouve rattachée à la future France. De même dans les déplacements au sein des États (il faut près de trois semaines pour rallier Rome à Aix-la-Chapelle).

## Conséquences
Le traité fut un compromis qui affaiblissait considérablement la portée de l'idée impériale. L'identité qui avait existé sous Charlemagne et Louis le Pieux entre l'Empire et l’État franc disparaissait. L'unité impériale ne subsistait plus qu'en théorie ; son universalité cessait de correspondre à la réalité puisque l'empereur ne gouvernait plus en fait que le tiers de la chrétienté occidentale.

« Ce traité de hasard a déterminé tout le destin de l'Europe. En effet, par suite de la faiblesse de nos derniers Carolingiens puis de nos premiers Capétiens, les rois de Germanie purent annexer sans grande difficulté toute la fameuse zone médiane, à savoir en 880, la Lotharingie, puis en 1034, le royaume d'Arles, sans parler de l'Italie que leur livrait juridiquement leur accession au trône impérial. »

— René Grousset
La Francie médiane disparaît rapidement. Dès la mort de Lothaire en 855, par le traité de Prüm, elle est partagée entre ses trois fils : l'aîné, Louis II a la partie sud, le royaume d'Italie, et le titre impérial, Lothaire II a la Lotharingie partie nord et Charles le centre, le royaume de Provence. L'empereur n'était plus qu'un souverain secondaire, beaucoup moins puissant que ses oncles Louis le Germanique et Charles le Chauve.
À la mort de Charles de Provence en 863, ses possessions sont partagées entre ses deux frères. Après la mort de Lothaire II (869), la Lotharingie est divisée entre ses oncles Louis le Germanique et Charles le Chauve (traité de Meerssen, 870). En 875, Charles le Chauve, roi de Francie occidentale, récupère le royaume d'Italie à la suite de la mort de son neveu Louis II. En 879, c'est Charles le Gros, roi de Francie orientale, qui récupère l'Italie. En 880, par le traité de Ribemont, Louis III et Carloman II, petits-fils de Charles le Chauve, abandonnent la Lotharingie au roi de Germanie Louis III le Jeune. Par ce traité, la Francie occidentale retrouve approximativement les frontières qui avaient été fixées au traité de Verdun.
Beaucoup d'historiens ont considéré ce traité comme l'acte de naissance des nations française et allemande, mais, à cette époque, les peuples compris dans les différents royaumes n'avaient pas un sentiment d'appartenance envers ces derniers. Les royaumes sont constitués de peuples qui ne partagent pas la même langue et la même culture, et qui ne seront unis que plus tardivement. En réalité, cette hypothèse s'inscrit dans les historiographies nationalistes des Michelet et Thierry, à une époque où l'on défendait l'idée d'une France existant depuis toujours.
En effet, les petits seigneurs étaient encore trop puissants, trop nombreux et trop éparpillés pour que les peuples se sentissent les alliés d'un unique et grand souverain sur une vaste étendue de terre.

## Jour du traité

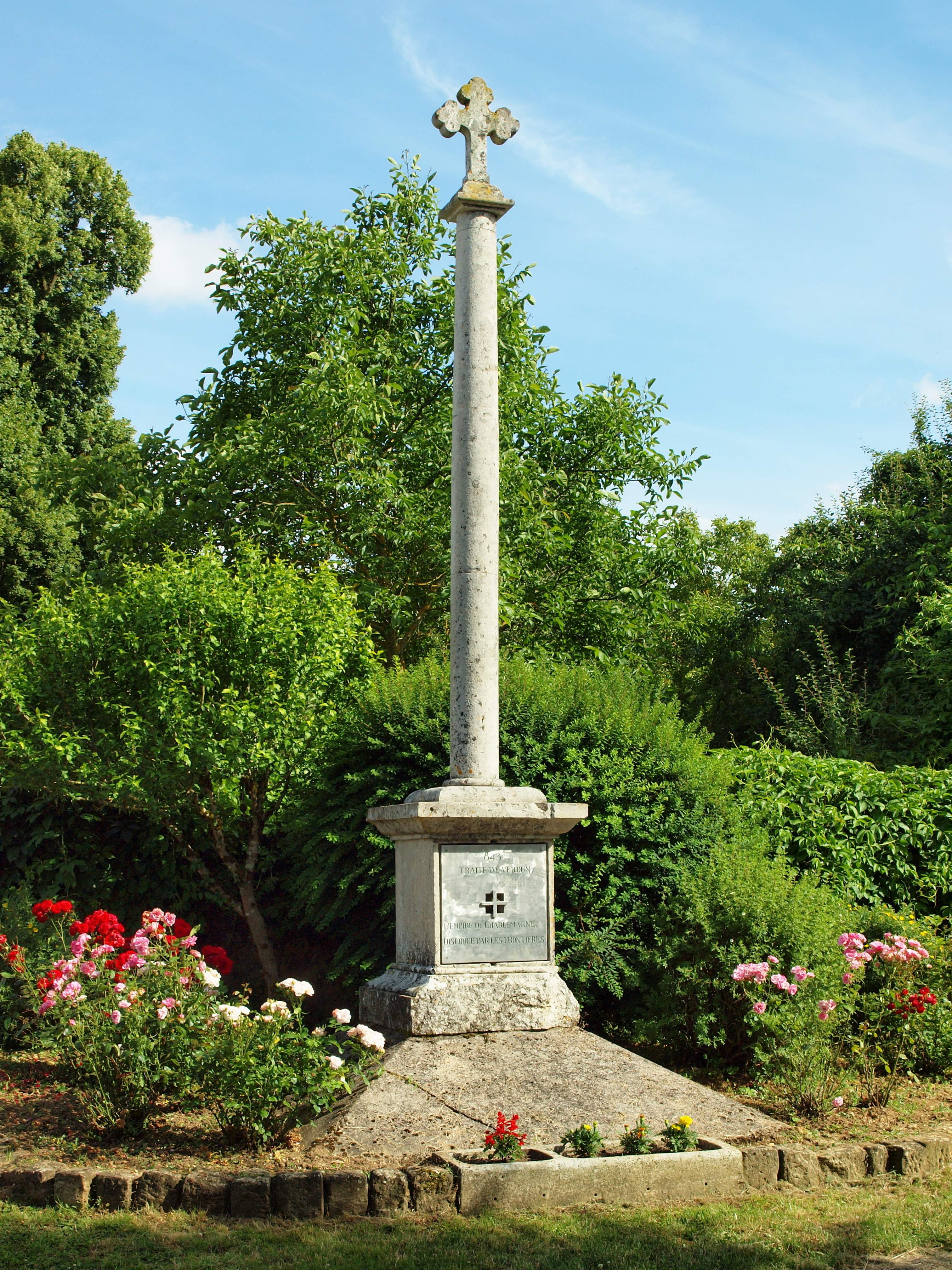
Mémorial du traité de Verdun, Fontenoy, (Bourgogne-Franche-Comté).

Le jour exact du traité n’est pas connu. Toutefois, le 10 août, un certain Baudry, vendeur, et Erchambert, évêque de Freising et signataire pour Notre-Dame de Freising, signent un acte à Dugny (à quelques kilomètres de Verdun) et cet acte indique qu’il a été effectué « dans un lieu portant le nom de Dugny situé près de la ville de Verdun où fut réalisée l’entente des trois frères, Lothaire, Louis et Charles, et où eut lieu la division de leur royaume » (en latin : in loco noncupante Dungeih quod est iuxta civitate Uiriduna ubi trium fratrum Hludharii, Hludouuici et Karoli facta est concordia et division regni ipsorum). Le traité a donc pour certains auteurs été conclu au plus tard le 10 août : soit le 8 août, ou le 10 août. Malgré tout, le 11 août est souvent cité,,, car, si le traité avait été décidé dans ses grandes lignes avant le 10, il n’avait peut-être pas encore été conclu dans ses détails. Avec moins de précisions, le traité est quelquefois daté « au début du mois d’août » ou même en « juillet-août ». La simple mention du mois d’août reste le plus courant.